# Antonio Romero
Antonio Madreluis Romero Urquiola (Barinas, 16 gennaio 1997) è un calciatore venezuelano, attaccante dell'Est. Mérida.

## Caratteristiche tecniche
È una punta centrale.

## Carriera

### Nazionale
Con la nazionale Under-20 venezuelana ha preso parte al campionato sudamericano 2017.

## Palmarès

### Competizioni nazionali
- Campionato venezuelano: 1

Zamora FC: 2018